# Uhud

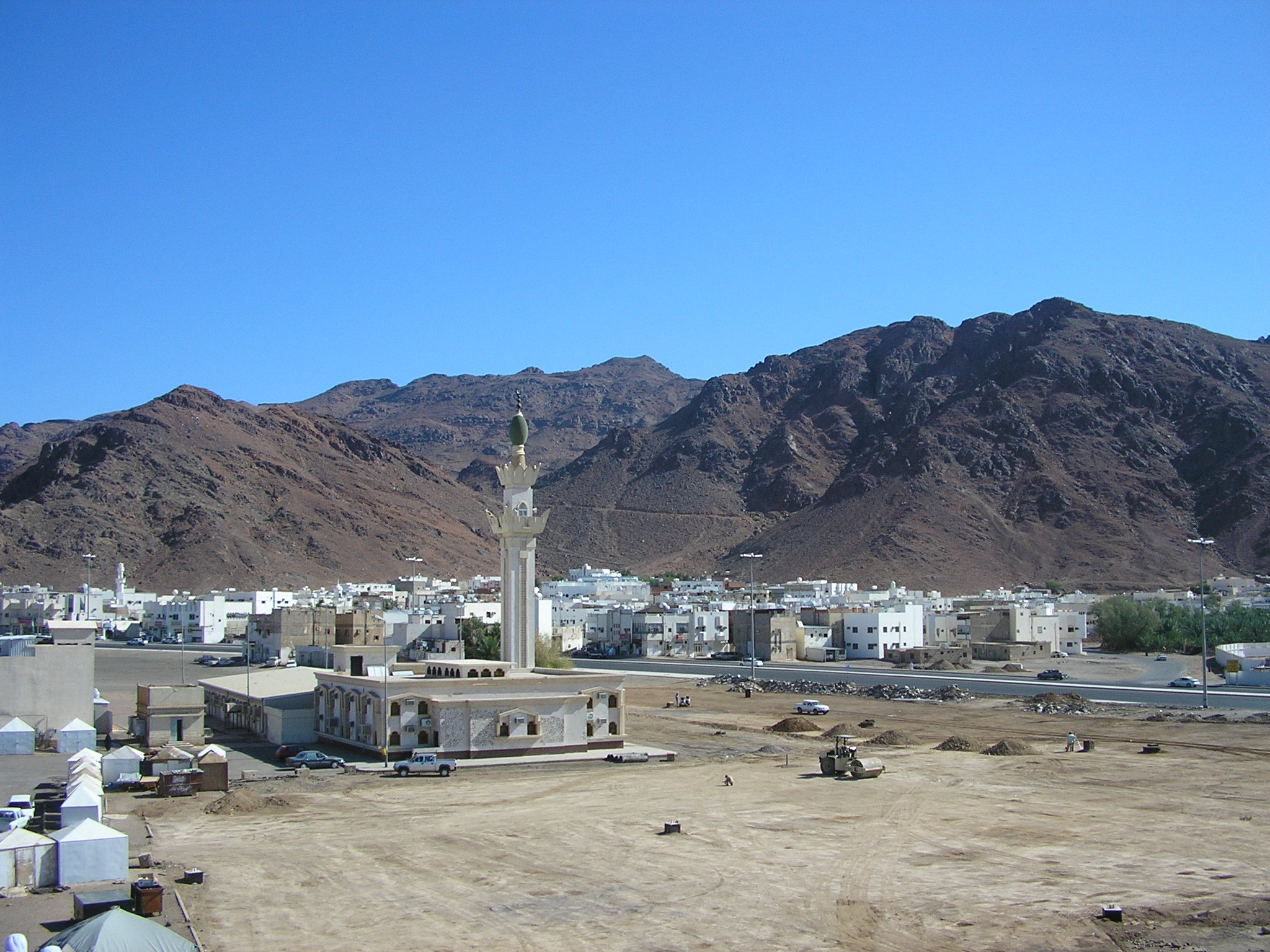
Il Monte Uhud

Uhud è l'altura, a settentrione di Medina, alle cui pendici fu combattuta la seconda battaglia campale fra musulmani e pagani meccani il 31 marzo 625, equivalente al 15 shawwāl dell'anno 3 dell'Egira (cfr. calendario islamico).